# Beringomyia cata
Beringomyia cata là một loài ruồi trong họ Limoniidae. Chúng phân bố ở miền Cổ bắc.